# Jaime Jefferson
Jaime Jefferson (Jaime Jefferson Guilarte; * 17. Januar 1962 in Guantánamo) ist ein ehemaliger kubanischer Weitspringer.
1983 gewann er Bronze bei den Zentralamerika- und Karibikmeisterschaften und siegte bei den Panamerikanischen Spielen in Caracas sowie den Iberoamerikanischen Meisterschaften. Nach Triumphen bei den Zentralamerika- und Karibikmeisterschaften 1985 und den Zentralamerika- und Karibikspielen 1986 wurde er 1987 Zehnter bei den Hallenweltmeisterschaften in Indianapolis. Im Sommer holte er bei den Panamerikanischen Spielen in Indianapolis Bronze und wurde Sechster bei den Weltmeisterschaften in Rom. 1988 wurde er zum zweiten Mal Iberoamerikanischer Meister.
1989 wurde er Fünfter bei den Hallenweltmeisterschaften in Budapest, gewann bei den Zentralamerika- und Karibikmeisterschaften und wurde Achter beim Weltcup in Barcelona. Im Jahr darauf errang er Silber bei den Zentralamerika- und Karibikspielen. 1991 folgte einer Silbermedaille bei den Hallenweltmeisterschaften in Sevilla ein Sieg bei den Panamerikanischen Spielen in Havanna und ein neunter Platz bei den Weltmeisterschaften in Tokio.
Nachdem Kuba 1984 und 1988 die Olympischen Spiele boykottiert hatte, hatte er 1992 in Barcelona seinen ersten olympischen Auftritt und wurde Fünfter.
1993 gewann er Bronze bei den Hallenweltmeisterschaften in Toronto, schied aber bei den Weltmeisterschaften in Stuttgart in der Qualifikation aus. Zum Saisonabschluss holte er Bronze bei den Zentralamerika- und Karibikspielen. 1994 wurde er zum dritten Mal Iberoamerikanischer Meister.
1995 gewann er bei den Panamerikanischen Spielen in Mar del Plata Silber, scheiterte aber bei den Weltmeisterschaften in Göteborg erneut in der ersten Runde.
Auch bei den Olympischen Spielen 1996 in Atlanta ereilte ihn ein Vorrundenaus. Zuvor im Jahr hatte er Silber bei den Iberoamerikanischen Meisterschaften gewonnen. In seiner letzten Saison 1997 folgte Silber bei den Zentralamerika- und Karibikmeisterschaften.

## Persönliche Bestleistungen
- Weitsprung: 8,53 m, 12. Mai 1990, Havanna (ehemaliger kubanischer Rekord)
  - Halle: 8,18 m, 3. Februar 1990, Oviedo (ehemaliger kubanischer Rekord)